# Álvaro Arbeloa
Álvaro Arbeloa Coca (Salamanca, 17 januari 1983) is een Spaans voormalig betaald voetballer die als verdediger speelde. Hij kwam van 2004 tot en met 2017 uit voor Real Madrid, Deportivo, Liverpool en West Ham United. Arbeloa was van 2008 tot en met 2013 international in het Spaans voetbalelftal, waarvoor hij 55 keer uitkwam.

## Clubcarrière
Arbeloa speelde gedurende enkele jaren in de jeugdopleiding van Real Madrid. Vanaf 2003 kwam hij in actie voor RM Castilla, het tweede elftal van de club, waarmee de verdediger in 2006 promoveerde van de Segunda División B naar de Segunda División A. Op 16 oktober 2004 debuteerde Arbeloa in het eerste elftal van Real Madrid in de competitiewedstrijd, tegen Real Betis Sevilla.
Arbeloa werd in 2006 gecontracteerd door Deportivo de La Coruña, waar hij direct een vaste waarde werd. In januari 2007 maakte hij de overstap naar Liverpool FC waar de verdediger onderdeel zou uitmaken van de Spaanse Armada, de bijnaam voor de relatief grote groep Spanjaarden bij de Engelse club. Zijn debuut maakte Arbeloa op 10 februari 2007 tegen Newcastle United. In twee en een half jaar kwam hij tot 66 wedstrijden voor Liverpool, waarop hij in juli 2009 terugkeerde naar Real Madrid en daar een vijfjarig contract tekende. In het seizoen 2016/17 vertrok hij naar West Ham United. Zijn verblijf in Londen werd met slechts vier optredens geen succes. In juni 2017 kondigde hij aan dat hij ging stoppen met betaald voetbal.

## Clubstatistieken
| Seizoen | Club                   | Competitie       | Competitie | Competitie | Beker | Beker | Internationaal | Internationaal | Totaal | Totaal |
| Seizoen | Club                   | Competitie       | Wed.       | Dlp.       | Wed.  | Dlp.  | Wed.           | Dlp.           | Wed.   | Dlp.   |
| ------- | ---------------------- | ---------------- | ---------- | ---------- | ----- | ----- | -------------- | -------------- | ------ | ------ |
| 2004/05 | Real Madrid            | Primera División | 2          | 0          | 2     | 0     | 0              | 0              | 4      | 0      |
| 2005/06 | Real Madrid            | Primera División | 0          | 0          | 0     | 0     | 0              | 0              | 0      | 0      |
| 2006/07 | Deportivo de La Coruña | Primera División | 20         | 0          | 0     | 0     | —              | —              | 20     | 0      |
| 2006/07 | Liverpool FC           | Premier League   | 9          | 1          | 0     | 0     | 5              | 0              | 14     | 1      |
| 2007/08 | Liverpool FC           | Premier League   | 28         | 0          | 4     | 0     | 9              | 0              | 41     | 0      |
| 2008/09 | Liverpool FC           | Premier League   | 29         | 1          | 2     | 0     | 12             | 0              | 43     | 1      |
| 2009/10 | Real Madrid            | Primera División | 30         | 2          | 2     | 0     | 6              | 0              | 38     | 2      |
| 2010/11 | Real Madrid            | Primera División | 26         | 0          | 8     | 0     | 9              | 1              | 43     | 1      |
| 2011/12 | Real Madrid            | Primera División | 26         | 0          | 3     | 0     | 9              | 0              | 38     | 0      |
| 2012/13 | Real Madrid            | Primera División | 26         | 0          | 6     | 0     | 7              | 0              | 39     | 0      |
| 2013/14 | Real Madrid            | Primera División | 18         | 0          | 8     | 0     | 4              | 1              | 30     | 1      |
| 2014/15 | Real Madrid            | Primera División | 22         | 1          | 3     | 0     | 10             | 1              | 35     | 2      |
| 2015/16 | Real Madrid            | Primera División | 6          | 0          | 1     | 0     | 2              | 0              | 9      | 0      |
| 2016/17 | West Ham United        | Premier League   | 3          | 0          | 1     | 0     | —              | —              | 4      | 0      |
| Totaal  | Totaal                 | Totaal           | 245        | 5          | 40    | 0     | 73             | 3              | 358    | 8      |

## Interlandcarrière
Arbeloa debuteerde tijdens een oefeninterland tegen Italië op 26 maart 2008 voor het Spaans nationaal elftal. Hij kwam in de tweede helft als invaller voor Sergio Ramos in het veld. Arbeloa won met Spanje het EK 2008, WK 2010 en het EK 2012.

## Erelijst
| Competitie            |             |                  |             |             |
| Competitie            | Aantal      | Jaren            |             |             |
| Real Madrid           | Real Madrid | Real Madrid      | Real Madrid | Real Madrid |
| --------------------- | ----------- | ---------------- | ----------- | ----------- |
| UEFA Champions League | 2x          | 2013/14, 2015/16 |             |             |
| UEFA Super Cup        | 1x          | 2014             |             |             |
| FIFA Club World Cup   | 1x          | 2014             |             |             |
| Primera División      | 1x          | 2011/12          |             |             |
| Copa del Rey          | 2x          | 2010/11, 2013/14 |             |             |
| Supercopa de España   | 1x          | 2012             |             |             |
| Spanje                |             |                  |             |             |
| FIFA WK               | 1x          | 2010             |             |             |
| UEFA EK               | 2x          | 2008, 2012       |             |             |

1 Casillas  ·
2 Albiol ·
3 Navarro ·
4 Marchena ·
5 Puyol ·
6 Iniesta ·
7 Villa ·
8 Xavi ·
9 Torres ·
10 Fàbregas ·
11 Capdevila ·
12 Cazorla ·
13 Palop ·
14 Alonso ·
15 Ramos ·
16 García ·
17 Güiza ·
18 Arbeloa ·
19 Senna ·
20 Juanito ·
21 Silva ·
22 De la Red ·
23 Reina ·
Coach: Aragonés
1 Casillas  ·
2 Albiol ·
3 Piqué ·
4 Marchena ·
5 Puyol ·
6 Hernández ·
7 Villa ·
8 Xavi ·
9 Torres ·
10 Fàbregas ·
11 Capdevila ·
12 Busquets ·
13 López ·
14 Alonso ·
15 Ramos ·
16 Llorente ·
17 Güiza ·
18 Riera ·
19 Arbeloa ·
20 Cazorla ·
21 Silva ·
22 Mata ·
23 Reina ·
Coach: Del Bosque
1 Casillas  ·
2 Albiol ·
3 Piqué ·
4 Marchena ·
5 Puyol ·
6 Iniesta ·
7 Villa ·
8 Xavi ·
9 Torres ·
10 Fàbregas ·
11 Capdevila ·
12 Valdés ·
13 Mata ·
14 Alonso ·
15 Ramos ·
16 Busquets ·
17 Arbeloa ·
18 Pedro ·
19 Llorente ·
20 Martínez ·
21 Silva ·
22 Navas ·
23 Reina ·
Coach: Del Bosque
1 Casillas  ·
2 Albiol ·
3 Piqué ·
4 Martínez ·
5 Juanfran ·
6 Iniesta ·
7 Pedro ·
8 Xavi ·
9 Torres ·
10 Fàbregas ·
11 Negredo ·
12 Valdés ·
13 Mata ·
14 Alonso ·
15 Ramos ·
16 Busquets ·
17 Arbeloa ·
18 Alba ·
19 Llorente ·
20 Cazorla ·
21 Silva ·
22 Navas ·
23 Reina ·
Coach: Del Bosque
1 Casillas  ·
2 Albiol ·
3 Piqué ·
4 Martínez ·
5 Azpilicueta ·
6 Iniesta ·
7 Villa ·
8 Xavi ·
9 Torres ·
10 Fàbregas ·
11 Pedro ·
12 Valdés ·
13 Mata ·
14 Soldado ·
15 Ramos ·
16 Busquets ·
17 Arbeloa ·
18 Alba ·
19 Monreal ·
20 Cazorla ·
21 Silva ·
22 Navas ·
23 Reina ·
Coach: Del Bosque